# Mariza & Duarte : Fado Today
Mariza & Duarte : Fado Today est un DVD de la chanteuse de fado portugaise Mariza
1. Mariza - Barco negro
2. Mariza - Loucura (Sou do fado)
3. Mariza - O Gente da minha terra
4. Mariza - Por til
5. Mariza - Poetas
6. Aldina Duarte - Fado Lisboeta
7. Aldina Duarte - Trites cantigas de amor
8. Aldina Duarte - Nao me conformo
9. Aldina Duarte - Saudades de Julia Mendes
10. Aldina Duarte - Dem sentir nao sei viver
11. Aldina Duarte - Sorte com sentido
12. Mafalda Arnauth - Meus lindos olhos (BONUS)
13. Cristina Branco - Que fazes ai Lisboa (BONUS)
14. Maria Ana Bobone - Espelho Quebrado (BONUS)
15. Mísia - Xallee de silencio (BONUS)